# María Guadalupe García Zavala
María Guadalupe García Zavala, auch als Madre Lupita bekannt, (* 27. April 1878 in Zapopan, Jalisco, Mexiko; † 24. Juni 1963 in  Guadalajara, Mexiko) war Ordensschwester und Gründerin der Dienerinnen der hl. Margareta Maria und der Armen. Sie wird in der römisch-katholischen Kirche als Heilige verehrt. 

## Leben
Der Vater María Guadalupe Zavalas war Devotionalienhändler an der Wallfahrtskirche Unserer Lieben Frau von Zapopan. María begleitete ihn öfter zur Arbeitsstätte. Im Alter von 23 Jahren sollte sie Gustavo Arreopla heiraten, entschloss sich jedoch, ein Leben der Jungfräulichkeit um des Himmelreiches willen zu führen und wandte sich der Arbeit im örtlichen Krankenhaus zu. Als Krankenschwester widmete sie sich der Armenpflege und übernahm die Fürsorge für ihre Patienten. Am 13. Oktober 1901 gründete sie die Ordensgemeinschaft der Dienerinnen der hl. Margareta Maria und der Armen und wurde zur Generaloberin gewählt. In der Zeit der Mexikanischen Revolution und der Kirchenverfolgung in den Jahren 1911 bis 1936 betreuten die Schwestern Priester und Bischöfe, die im Untergrund tätig waren. M. María Guadalupe starb am 24. Juni 1963 im Alter von 85 Jahren in Guadalajara.

## Heiligsprechung
Papst Johannes Paul II. sprach M. María Guadalupe García Zavala am 25. April 2004 selig. Beim letzten Konsistorium Papst Benedikts XVI. am 11. Februar 2013 bestätigte dieser den Abschluss des Heiligsprechungsprozesses. Papst Franziskus sprach M. María Guadalupe am 12. Mai 2013 in Rom heilig.